# Daniela Fontan
Daniela Lessa Fontan (Belém, 29 de abril de 1980) é uma atriz e palhaça brasileira.

## Biografia
Nasceu em Belém do Pará, porque sua mãe foi para lá grávida acompanhar o pai dela em um trabalho temporário. A artista passou boa parte de sua infância na Bahia em uma cidadezinha no interior chamada Alcobaça. Quando adolescente mudou-se para o Rio de Janeiro. Daniela nunca morou em Belém, mas conheceu melhor quando foi gravar a novela Amor Eterno Amor. 

## Carreira
Em 1995, aos 15 anos, começou como atriz ao fundar o grupo de teatro Cia do Risco, oriundo de uma escola técnica do Estado do Rio de Janeiro, com o espetáculo "Uma Peça Por Outra", depois "ElCorazón Y Otros Frutos Amargos e O Santo e a Porca, de Ariano Suassuna, premiada em vários festivais pelo país. Formada em Belas Artes pela Universidade Federal do Rio de Janeiro (UFRJ), contabiliza uma série de peças e novelas em seu currículo.
Em 2007, a atriz fez parte do elenco da novela Eterna Magia de Elizabeth Jhin. Desde 2009, interpreta a palhaça Azeitona de Oliveira, no Roda Gigante, grupo de palhaços que visita hospitais e casas de saúde. Em 2010, a atriz trabalhou na minissérie Dalva e Herivelto - Uma Canção de Amor de Maria Adelaide Amaral no papel de Edith, em seguida a atriz foi escalada para interpretar a personagem a empregada Berenice em Escrito nas Estrelas.
Em 2015 esteve no elenco da novela Além do Tempo. Na primeira fase interpretou a criada atrapalhada Rita, junto com Felícia estão sempre se metendo em confusão. Na segunda fase interpreta uma funcionária da agência de Gema (Louise Cardoso). Em 2017 foi escalada no elenco da novela O Outro Lado do Paraíso no papel de Janete, uma empregada fofoqueira.

## Filmografia

### Televisão
| Ano     | Título                                | Personagem               | Notas                                  |
| ------- | ------------------------------------- | ------------------------ | -------------------------------------- |
| 2006    | Luz do Sol                            | Elis                     |                                        |
| 2007    | Eterna Magia                          | Suzana                   |                                        |
| 2008    | A Favorita                            | Rosa                     |                                        |
| 2010    | Dalva e Herivelto: uma Canção de Amor | Edith                    |                                        |
| 2010    | Escrito nas Estrelas                  | Berenice                 |                                        |
| 2011    | Morde & Assopra                       | Marli Assunção           |                                        |
| 2012    | Louco por Elas                        | Jô                       |                                        |
| 2012    | Amor Eterno Amor                      | Gracinha                 |                                        |
| 2014–16 | Lili, a Ex                            | Cíntia de Monteiro Costa |                                        |
| 2015    | Além do Tempo                         | Rita                     |                                        |
| 2017    | Filhos da Pátria                      | Floriana                 |                                        |
| 2017    | O Outro Lado do Paraíso               | Janete                   |                                        |
| 2019    | Tô de Graça                           | Finada                   |                                        |
| 2019    | Homens?                               | Carla                    |                                        |
| 2022    | A Sogra que te Pariu                  | Marinês                  |                                        |
| 2024    | 5x Comédia                            | Rochelle Rocha           | Episódio: "A Batalha das Sobrancelhas" |
| 2025    | Êta Mundo Melhor                      | Enf.ª Kátia              | Episódio: “30 de junho”                |

### Cinema
| Ano  | Título                              | Personagem         | Notas          |
| ---- | ----------------------------------- | ------------------ | -------------- |
| 2016 | Walter do 402                       | Keyla              | Curta-metragem |
| 2017 | Fala Sério, Mãe!                    | Sueli              |                |
| 2020 | Benjamim Zambraia e o Autopanóptico | Mulher do turbante |                |
| 2023 | Tia Virgínia                        | Ludmila            |                |
| 2023 | O Porteiro                          | Laurizete          | [ 4 ]          |